# Osservatorio del Pic du Midi
L'osservatorio del Pic du Midi (in francese Observatoire du Pic du Midi) è un osservatorio astronomico francese situato sul Pic du Midi de Bigorre alle coordinate 42°56′11.9″N 0°08′32.28″E a 2877 m s.l.m.. Il suo codice MPC è 586 Pic du Midi.

## Storia

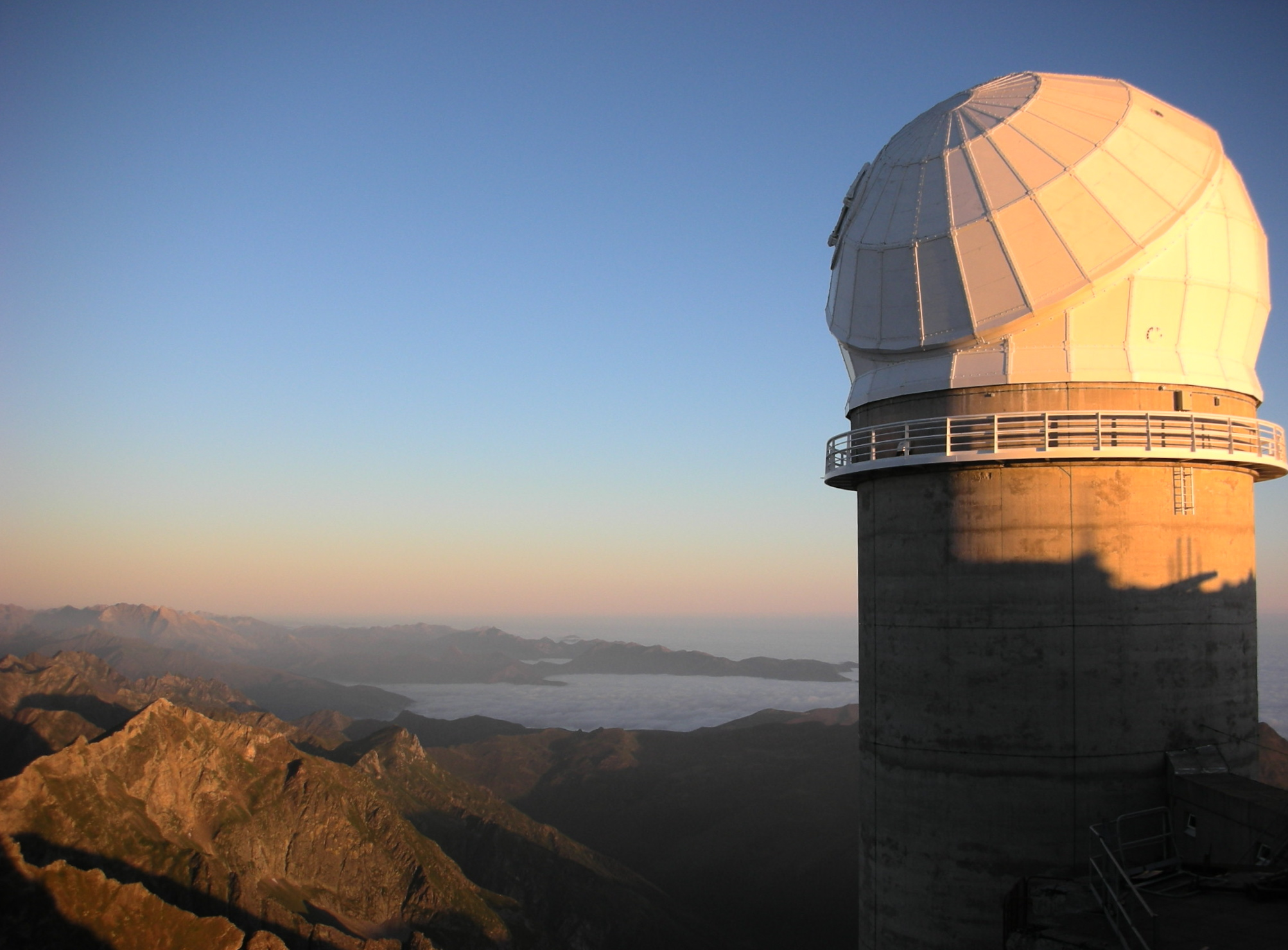
Telescopio da 2 m Bernard Lyot

La prima stazione osservativa installata sulla vetta del Pic du Midi de Bigorre risale al 1873. Da allora la struttura si è progressivamente allargata e potenziata. Attualmente opera sotto il coordinamento dell'osservatorio dei Midi-Pirenei compiendo osservazioni astrofisiche nelle ore notturne e solari nelle ore diurne. Dalla fine del XX secolo svolge anche funzioni di monitoraggio atmosferico.
Il principale mezzo di osservazione, il telescopio Bernard Lyot dedicato all'omonimo astronomo, è stato installato nel 1980. Nel 2006 è stato rinnovato dotandolo di NARVAL uno strumento, primo al mondo, per la misurazione dei campi magnetici delle stelle.
All'osservatorio è stato dedicato l'asteroide 20488 Pic-du-Midi.

## Risultati scientifici
Nel 1980 Pierre Laques e Jean Lecacheux hanno individuato da questo osservatorio Elena, il dodicesimo satellite di Saturno.
Il Minor Planet Center gli accredita la scoperta di dieci asteroidi effettuate tra il 2001 e il 2007.
Con NARVAL è stato determinato il ciclo pluriennale dell'attività magnetica di τ Boötis A, prima stella diversa dal Sole per cui si sia riusciti a farlo.
| 63609 Françoisecolas | 20 agosto 2001    |
| 82896 Vaubaillon     | 22 agosto 2001    |
| 155948 Maquet        | 21 agosto 2001    |
| 210245 Castets       | 13 settembre 2007 |
| 230151 Vachier       | 20 agosto 2001    |
| 231969 Sebvauclair   | 24 agosto 2001    |
| 275786 Bouley        | 20 agosto 2001    |
| 281272 Arnaudleroy   | 10 settembre 2007 |
| 336811 Baratoux      | 23 agosto 2001    |